# حسن‌آباد جدید
حسن‌آباد جدید یک روستا در ایران است که در دهستان اوریاد واقع شده‌است. حسن‌آباد جدید ۳۰ نفر جمعیت دارد.